# Hevi reissu
Hevi reissu és una pel·lícula de comèdia finlandesa estrenada el 2018 dirigida pels directors novells Jukka Vidgren i Juuso Laatio. La pel·lícula explica el viatge d'un grup de heavy metal d'un poble petit de Finlàndia cap al seu concert somiat a Noruega. La pel·lícula satiritza els grups del heavy metal inspirant-se en l'escena heavy metal nòrdica.
Hevi reissu es va estrenar a Finlàndia el 9 de març de 2018, i l'endemà es va projectar al festival South by Southwest d'Austin. Les cançons originals interpretades a la pel·lícula pel grup Impaled Rektum van ser compostes per Mika Lammassaari, el guitarrista de Mors Subita. Eemeli Bodde de Mors Subita posa la veu a les cançons. La resta de la banda sonora de la pel·lícula va ser composta per Lauri Porra, el baixista de Stratovarius. Els grups Mokoma i Diablo també van fer-hi contribucions importants.
La seqüela de la pel·lícula, Hevimpi reissu, es va estrenar als cinemes a la tardor del 2024.

## Argument
Turo Moilanen viu en un petit poble del nord de Finlàndia, treballa en un hospital psiquiàtric i és el cantant d'un grup d'extreme metal. La seva por escènica impedeix al grup anar de gira. Turo també està enamorat de Miia, filla del comissari de policia Kujanpää, però és desafiat pel crooner local, Jouni, que també li va al darrere.

## Producció
Jukka Vidgren i Juuso Laatio es van conèixer i van començar a col·laborar mentre estudiaven a l'escola de cinema. Inicialment van treballar junts en un projecte formatiu: un curtmetratge d'estil documental sobre un grup de heavy metal anomenat Impaled Rektum. Més endavant, van planejar un projecte de ciència-ficció postapocalíptic, però els va semblar massa ambiciós i van optar per ampliar el seu projecte formatiu anterior. Aquesta decisió es va prendre el novembre de 2011 i, cinc anys més tard, la seva pel·lícula es va completar. Els directors combinen la comèdia desimbolta amb els aspectes contemporanis del heavy metal, inspirant-se en diverses fonts com This is Spinal Tap, The Blues Brothers i Els Simpson.
Des de la seva estrena, l'obra s'ha convertit en una pel·lícula de culte entre els fans i la comunitat de heavy metal mundial.